# Weiden-Eiche

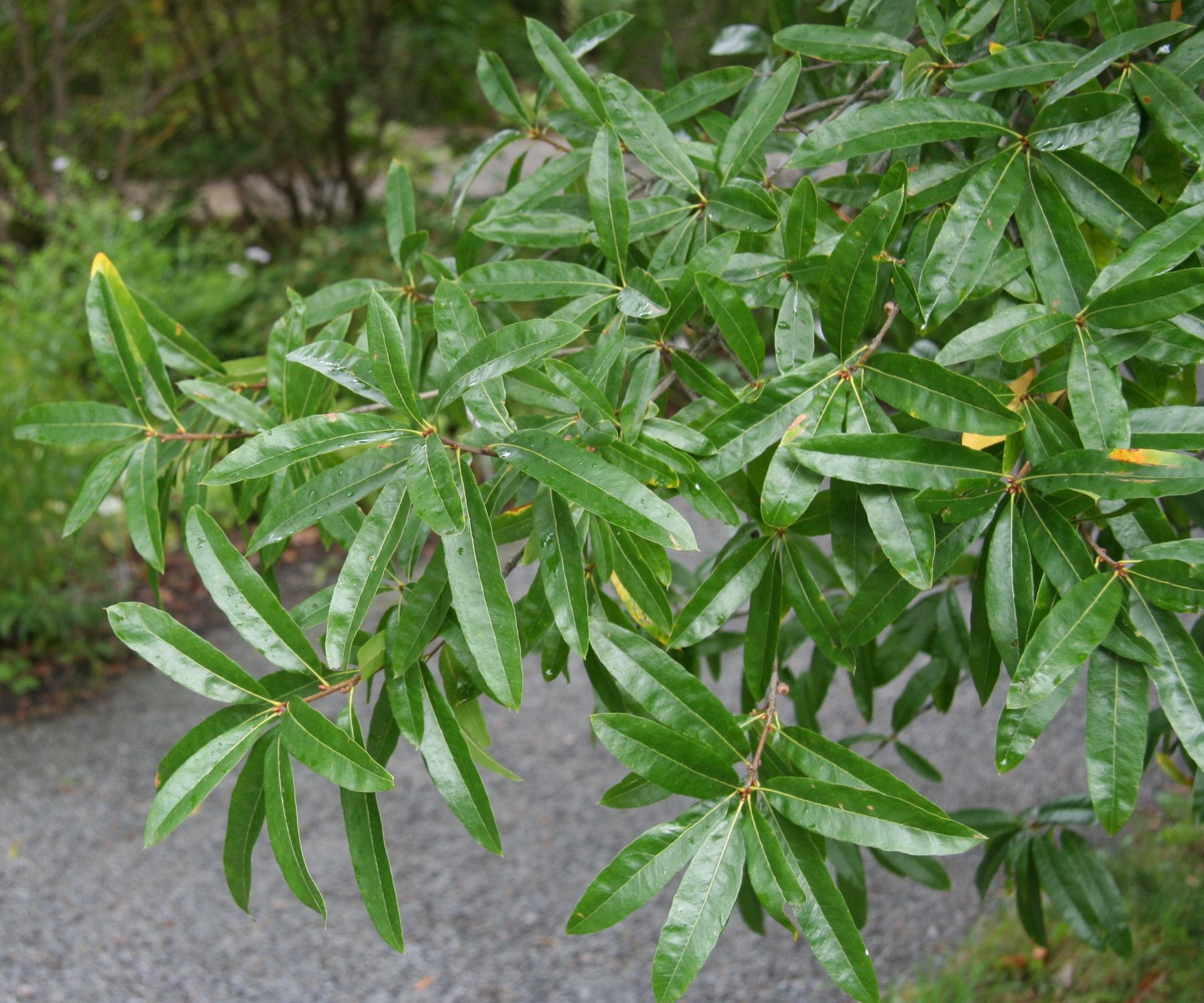
Blätter

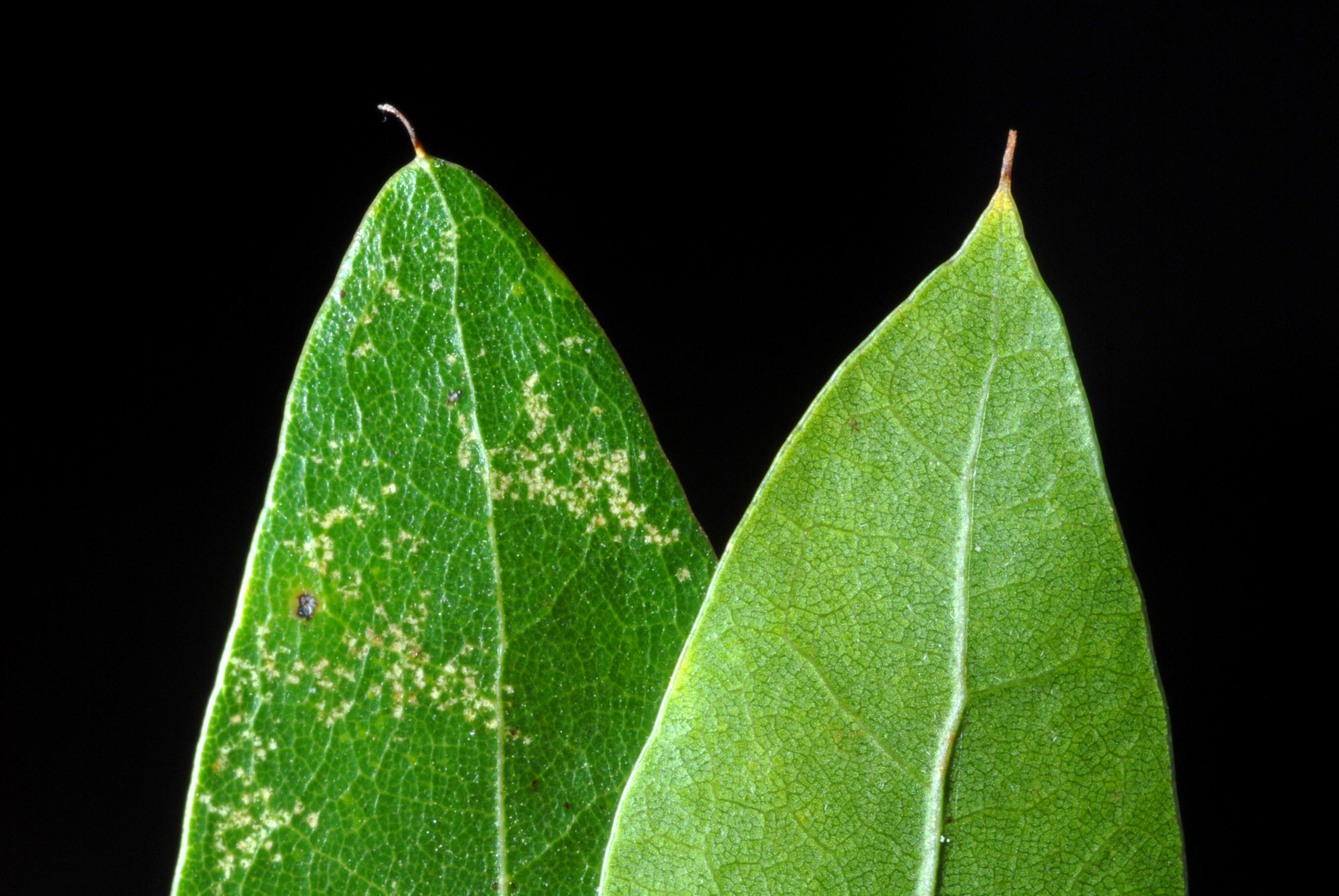
Endgranne der Blätter

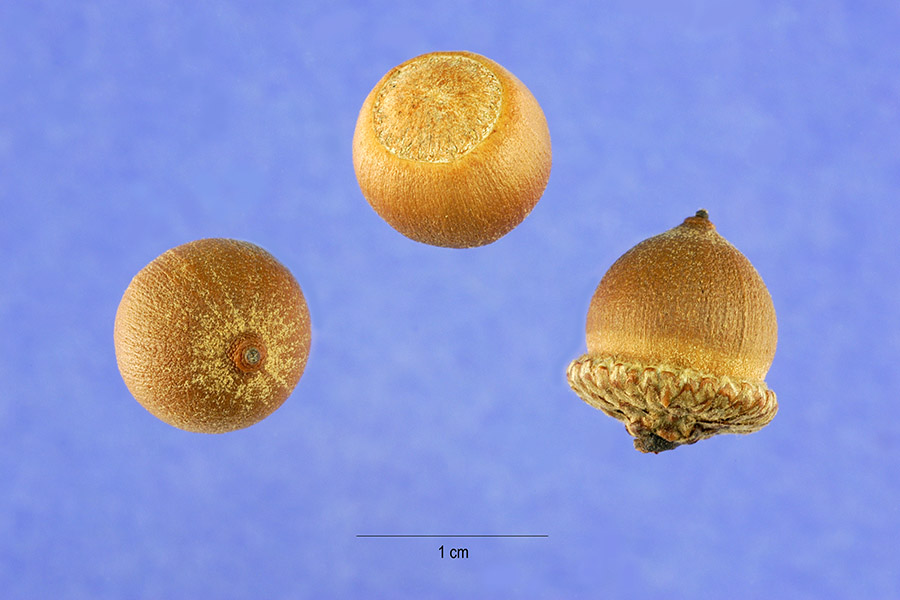
Eicheln

Die Weiden-Eiche (Quercus phellos), auch Weidenblättrige Eiche genannt, ist eine in Nordamerika heimische Laubbaumart aus der Gattung der Eichen. Ihre Blätter ähneln in der Form denjenigen der Weiden.

## Beschreibung
Die Weiden-Eiche wächst als sommergrüner Baum; im südlichsten Teil ihres Verbreitungsgebietes ist sie halbimmergrün. Sie erreicht Wuchshöhen bis über 35 Meter. Sie bildet eine dichte, rundliche Baumkrone aus. Die Weiden-Eiche kann Stammdurchmesser von 1 bis 1,5 Meter, aber auch bis über 2,5 Meter erreichen. Die Rinde ist am jungen Baum glatt und braun-grau bis gräulich; im Alter wird sie rissig bis furchig; die zwischen den Rissen sichtbar werdende innere Rinde ist hellorange.
Die Zweige sind dünn und zunächst olivbraun, später rotbraun. Die Endknospen sind kastanienbraun. Die wechselständigen und kurz gestielten Laubblätter sind schmal länglich bis lanzettlich oder eilanzettlich, seltener verkehrt-eiförmig, mit keilförmiger Basis und spitz zulaufend. An der Blattspitze sitzt eine kleine, haarfeine Borste, Stachelspitze oder Granne. Die leicht ledrigen Blätter sind etwa 5 bis 12 Zentimeter lang, bis 2,5 cm breit und ganzrandig. Die Blätter sind auf der Oberseite leicht glänzend, grün und kahl; unterseits sind sie heller sowie anfangs noch weich behaart, dann meist kahl. Der Blattstiel ist etwa 2 bis 4 mm lang. Der junge Blattaustrieb ist zunächst gelb-grün mit roötlicher Mitte. Die Herbstfärbung ist blassgelb bis braungelb.
Die Weiden-Eiche ist monözisch. Die Blütezeit fällt in den Frühling, etwa gleichzeitig mit dem Blattaustrieb. Die männlichen Blüten stehen in schlanken, hängenden gelbgrünen Kätzchen. Die weiblichen Blüten stehen meist einzeln, manchmal zu zweit an einem sehr kurzen Stiel. Die Eicheln reifen innerhalb von zwei Jahren. Im ersten Jahr sind sie etwa 2 mm klein und kugelig. Die reifen, etwa 1 cm groß en Eicheln sind braun und sitzen in einem flachen Becher, der die Eichel zu einem knappen Drittel bedeckt. Die überlappenden Schuppen, aus denen der Becher sich zusammensetzt, sind dünn, behaart und dunkelrot gefärbt.
Die Weiden-Eiche ist bei passenden Standortbedingungen relativ schnellwüchsig.

## Verbreitung und Standort
Die Heimat der Weiden-Eiche liegt in den südöstlichen USA. Ihr Verbreitungsgebiet besteht aus einem westlichen und einem östlichen Teil, die über einen relativ schmalen Streifen in Georgia zu einem zusammenhängenden Gebiet verbunden sind. Das westliche Gebiet reicht vom östlichen Texas und dem südöstlichen Oklahoma über das südöstliche Missouri, Arkansas und Louisiana in östlicher Richtung über Mississippi, Alabama, Tennessee, den südlichsten Zipfel von Illinois und das südliche Kentucky bis nach Georgia. Ab hier verläuft der östliche Teil des Verbreitungsgebietes in nordöstlicher Richtung über South Carolina, North Carolina und Virginia bis nach Maryland, Delaware, New Jersey, New York und den District of Columbia.
Bevorzugte Standorte der Weiden-Eiche sind Schwemmland und Flussniederungen, wobei allerdings staunasse Standorte vermieden werden. Die Weiden-Eiche bevorzugt eher saure Böden; ihr natürliches Verbreitungsgebiet erstreckt sich über Höhenlagen von 0 bis 400 m.
Während die Weiden-Eiche in Nordamerika als Zierbaum und Schattenspender relativ häufig gepflanzt wird, ist sie in Mitteleuropa nur selten zu sehen.

## Nutzung
Das Holz der Weiden-Eiche wird als Bauholz oder für Holzschliff verwendet.

## Ökologie
Die Eicheln dienen vielen Wildtieren wie Enten, Hörnchen, Hirschen, Truthühnern, Blauhähern und Melanerpes erythrocephalus (engl. „red-headed woodpecker“) als Futter.

## Schädlinge und Krankheiten
Die Weiden-Eiche ist sehr feuerempfindlich. Bereits leichte Brände töten Sämlinge. Nach Waldbränden sind auch ältere Bäume abgestorben, und überlebende Exemplare siechen oft dahin, bis sie durch eindringende Pilzkrankheiten endgültig absterben.
Ein häufiger Schädling an Weiden-Eichen ist die Porlings-Art Polyporus hispidus.
Zu den bedeutendsten Schadinsekten gehören die Borkenkäferarten Enaphalodes rufulus (engl. „red oak borer“), Prionoxystus robiniae (engl. „carpenterworm“) und Goes pulverulentus (engl. „living-beech borer“).

## Systematik
Die Erstbeschreibung durch den schwedischen Botaniker Carl von Linné wurde 1753 veröffentlicht.
Es werden keine Varietäten innerhalb der Art unterschieden. Die Weiden-Eiche hybridisiert mit mehreren anderen Eichenarten; Kreuzungen mit folgenden Arten sind belegt:
- Quercus coccinea (W. W. Ashe 1894)
- Quercus ilicifolia: Die Hybride wird als Quercus × giffordi Trelease bezeichnet.
- Quercus incana (E. J. Palmer 1948)
- Quercus marilandica
- Quercus nigra
- Quercus pagoda: Die Hybride wird als Q . × ludoviciana Sargent bezeichnet.
- Quercus palustris
- Quercus rubra
- Quercus shumardii
- Quercus velutina

Laut D. M. Hunt (1989) hybridisiert sie auch mit folgenden weiteren Arten:
- Quercus hemisphaerica
- Quercus imbricaria
- Quercus laurifolia
- Quercus pumila